# Images and Words
| Recensione     | Giudizio       |
| -------------- | -------------- |
| AllMusic       |                |
| Classic Rock   | Favorevole     |
| Metal Storm    | 9.6/10         |
| Ondarock       | Pietra miliare |
| Piero Scaruffi | 8/10           |
| Rock Hard      | 10/10          |
| Select         | 2/5            |

Images and Words è il secondo album in studio del gruppo musicale statunitense Dream Theater, pubblicato il 7 luglio 1992 dalla Atco Records.
Viene considerato da molti il primo esempio di progressive metal in senso compiuto, nonché uno dei dischi heavy metal più importanti per l'evoluzione del genere stesso durante gli anni novanta. Images and Words è stato inoltre certificato disco d'oro dalla RIAA e si posizionò alla posizione numero 61 della Billboard 200, vendendo complessivamente 2 milioni di copie nel mondo.
Nell'ottobre 2011 l'album è stato inserito al settimo posto nella Top Ten Guitar Albums of 1992 stilata da Guitar World.

## Descrizione
Si tratta del primo album dei Dream Theather con il cantante James LaBrie, il quale sostituisce l'uscente Charlie Dominici.
Nel libretto dell'album sono indicati come d'abitudine gli autori di ogni singolo brano, ma le parole "music" e "lyrics" sono sostituite rispettivamente da "images" e "words". La musica di tutti i brani è attribuita all'intero gruppo, dato che i Dream Theater hanno sempre composto i loro brani tramite jam e improvvisazione, oppure partendo da materiale scritto dai singoli componenti e poi unito in un unico brano. L'unica eccezione riguarda Wait for Sleep, la cui parte strumentale venne interamente curata dal tastierista Kevin Moore. I testi di ogni brano sono invece attribuiti ai singoli membri, ad eccezione di Take the Time, composta da tutti i componenti del gruppo.
L'assolo di Under a Glass Moon è stato posto al numero 98 nella lista dei miglior assoli di chitarra secondo About.com.

## Promozione
Da questo disco sono stati realizzati i video musicali per Pull Me Under, Take the Time e Another Day, visibili nel VHS Images and Words: Live in Tokyo. Solo Another Day non ha subito modifiche nel passaggio televisivo, mentre gli altri due brani sono stati modificati a causa della loro considerevole lunghezza. Nonostante Another Day fosse ritenuto il brano più adatto per ricavarne un video ad alta rotazione, non destinato esclusivamente agli amanti del metal, MTV ha prestato particolare attenzione a quello realizzato per Pull Me Under, il quale ha ricevuto un discreto numero di passaggi televisivi. Questa particolarità viene citata da Mike Portnoy nel VHS Images and Words: Live in Tokyo poco prima che parta il video.
Ad esso ha fatto seguito il relativo tour svoltosi tra il 1992 e il 1993, l'Images and Tour. Durante i concerti, Surrounded veniva dedicata ad Arthur Ashe, leggenda del tennis morto di AIDS.
Nell'estate del 2007 i Dream Theater eseguirono in alcuni concerti l'intero album, in occasione dei 15 anni dalla sua pubblicazione. I brani sono stati eseguiti esattamente come le versioni originali, ad esclusione di Surrounded, lievemente riarrangiata e con l'aggiunta di una coda in cui sono state citate Sugar Mice dei Marillion e Mother dei Pink Floyd. La prima di queste riproposizioni dal vivo avvenne il 3 giugno 2007, in occasione della loro prima partecipazione al Gods of Metal. Dieci anni più tardi il gruppo ha eseguito nuovamente l'album per intero per celebrare i 25 anni dalla sua pubblicazione; dall'esibizione tenuta a Tokyo è stato tratto l'album dal vivo Images and Words - Live in Japan, 2017, uscito nel 2021.

## Tracce
1. Pull Me Under – 8:11 (testo: Kevin Moore – musica: Dream Theater)
2. Another Day – 4:22 (testo: John Petrucci – musica: Dream Theater)
3. Take the Time – 8:21 (Dream Theater)
4. Surrounded – 5:28 (testo: Kevin Moore – musica: Dream Theater)
5. Metropolis–Part I: "The Miracle and the Sleeper" – 9:30 (testo: John Petrucci – musica: Dream Theater)
6. Under a Glass Moon – 7:02 (testo: John Petrucci – musica: Dream Theater)
7. Wait for Sleep – 2:31 (Kevin Moore)
8. Learning to Live – 11:30 (testo: John Myung – musica: Dream Theater)

## Formazione
Gruppo
- James LaBrie – voce, cori
- Kevin Moore – tastiera
- John Myung – basso
- John Petrucci – chitarra
- Mike Portnoy – batteria, percussioni

Altri musicisti
- Jay Beckenstein – sassofono soprano (traccia 2)

Produzione
- David Prater – produzione, missaggio
- Doug Oberkircher – ingegneria del suono, missaggio
- Steve Regina – assistenza all'ingegneria del suono
- Ted Jensen – mastering
- Larry Freemantle – direzione artistica
- Dan Muro – fotografia

## Classifiche
| Classifica (1992)         | Posizione massima |
| ------------------------- | ----------------- |
| Germania                  | 94                |
| Italia                    | 88                |
| Stati Uniti               | 61                |
| Stati Uniti (heatseekers) | 2                 |